# Delmängdsaxiomet
Delmängdsaxiomet är det axiom inom ZFC som tillåter mängder vars element har en speciell egenskap {\displaystyle \varphi (x)}. I princip säger axiomet att varje definierbar delklass av en mängd är en mängd.

## Formulering
Givet en mängd A, så finns en mängd B sådan att x är ett element i B om och endast om x är ett element i A och {\displaystyle \phi } är sant för x.
När man i matematik vill specificera en sådan mängd B som beskrivs ovan skriver man
{\displaystyle B=\{x:x\in A\land \varphi (x)\}=\{x\in A:\varphi (x)\}}